# Servizio idrometeorologico dell'ARPA Emilia-Romagna
Il Servizio idrometeorologico dell'ARPA Emilia-Romagna è il servizio idrologico e meteorologico di riferimento per la regione Emilia-Romagna, fondato nel 1985 e divenuto una struttura tematica dell'ARPA a partire dal 1º novembre 1996. La sua sede centrale si trova a Bologna, mentre il centro operativo è ubicato a Molinella, nella frazione di San Pietro Capofiume, sede in cui è presente un radar meteorologico e presso la quale vengono effettuati i radiosondaggi.
Il Servizio idrometeorologico si avvale di una rete di monitoraggio di stazioni meteorologiche meccaniche ed automatiche presenti in tutto il territorio regionale, nelle aree extraregionali che si estendono oltre lo spartiacque appenninico di Liguria e Toscana e nella Repubblica di San Marino; i dati termometrici, pluviometrici e idrometrici rilevati vengono poi pubblicati negli Annali Idrologici, mentre le registrazioni delle stazioni automatiche sono messe a disposizione in tempo reale sul sito web ufficiale dell'ente.
Tra le attività operative svolte vi sono le previsioni meteorologiche a breve e medio termine e la tendenza a lungo termine, col servizio di assistenza notturna in caso di allerta di avverse condizioni meteorologiche; la modellistica meteorologica, oceanografica, idrologica e idraulica, il controllo di qualità dei dati rilevati, il servizio agrometeorologico e climatologico a supporto delle attività agricole, l'assistenza per la valutazione dello stato della qualità dell'aria, oltre all'assistenza radarpluviometrica e alla gestione dei radiosondaggi termodinamici atmosferici.